# 塔川村
塔川村是安徽省南部黟县宏村镇的一个村。
2013年8月，塔川村被评为第二批中国传统村落。
塔川村拥有以下文物保护单位：
- 积馀堂，黟县文物保护单位

2022年5月，安徽省黟县塔川秋色（红叶物候景观-赏红叶）入选我国首批15个“天气气候景观观赏地”名单。 